# Microlepidogaster bourguyi
Microlepidogaster bourguyi es una especie de peces de la familia Loricariidae en el orden de los Siluriformes.

## Distribución geográfica
Se encuentran en Sudamérica: Brasil.